# Univers
Univers（ユニバース）は、1957年にスイスの書体デザイナーであるアドリアン・フルティガー (Adrian Frutiger)によってデザインされ、フランスの活字鋳造所ドベルニ・エ・ペイニョ (Deberny & Peignot)から写真植字向けに発表されたサンセリフの欧文書体。

## 特徴

Univers

1896年のAkzidenz-Grotesk（アクチデンツ・グロテスク）をモデルとして、当初から幅広いウエイト（太さ）と立体・斜体の別、字幅によるバリエーションを展開し、系統的な書体ファミリーを形成している。HelveticaやFuturaが書体ファミリーが付け足しのように増えていったのとは異なり、Universは書体設計の段階から理論的なファミリー展開を考え設計された。
バリエーションを示すのには2桁のナンバリングシステムを導入した。最初の数字はウエイトを表し、数字が大きくなるほど太くなる。2番目の数字は立体か斜体か、コンデンス・基本・エクステンドといった字幅といったことを示す。
Universの斜体は、他のグロテスク系サンセリフ書体と同様、筆記体に近い形のイタリックではなくオブリークであり、細かい修正があっても、当初からこのことは一貫している。
ドベルニ・エ・ペイニョは、1972年にハース活字鋳造所（Haas Type Foundry）に買収され、1985年にステンペル（Stempel Type Foundry）に、1989年にライノタイプに合併された。ライノタイプは2006年にモノタイプの傘下に入った。Universに関する権利は現在モノタイプが保有する。
UniversはLumitypeという写植システム向けの書体としてリリースされたが、金属活字やタイプライター向けにもライセンスされ幅広く使われた。その中にはシステムの制約などによりフルティガーによる原字を再現し切れていないものもあった。1995年、ドイツの国際的な金融企業がUnivers 65（セミボールド）を使用することを決めたものの、世界中で同じデザインのフォントが入手できるわけではなく、コーポレートデザインを統一する上で問題があった。ライノタイプはこういった問題の解決策としてオリジナルに立ち返った改刻をすることに決めた。
1997年のデジタルフォントLinotype Universは、フルティガーとライノタイプのデザイナーとの共同制作による改良版。63のバリエーションから成るファミリーに拡充された。プロポーションの整合性を高め、曲線や太さと細さの比率などの細かい部分を改善するため、既存のウエイトはすべて描き直され、ナンバリングシステムも3桁に更新された。Linotype Universは最終的にUnivers Next（2010年）となり、文字セットがLatin Extended（Pro）に拡張され、スモールキャップに対応した。Univers Next Cyrillic、Univers Next Paneuropean、Univers Next Arabicではさらなる文字種の拡張も行われている。

## 使用例

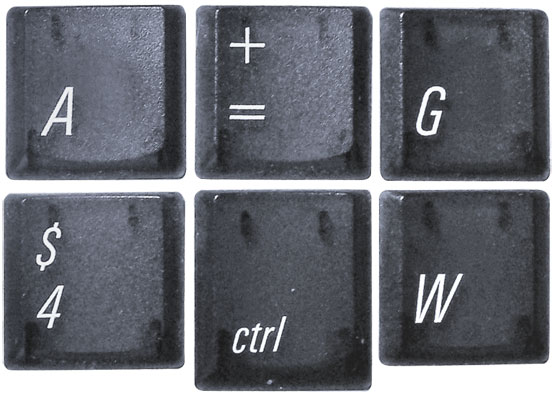
Univers 47 Light Condensed Obliqueで刻印された2003年のPowerBook G4のキー

エレガントかつ合理的なスタイルが特徴であり、Helveticaほどではないにしても、多くのシチュエーションで利用されてきた。スイス インターナショナル エアラインズやドイツ銀行、日本国内の企業では三洋電機やソニー・ミュージックエンタテインメントなどがコーポレート・タイプ（企業の制定書体）として利用している。公共サイン表示用としての使用例では、ドイツのフランクフルト・アム・マイン国際空港などがある。
Appleのキーボードには、1984年に発売されたApple IIc以来、Univers 47 Light Condensed Obliqueがキートップの刻印文字として使われた。当時Appleのインダストリアルデザインを担ったフロッグデザインが選んだ。1999年のiBook、2003年のPowerBook G4、2007年のデスクトップ用Apple KeyboardでVAG Roundedが取って代わり、以降のキーボードから姿を消した。